# Caudron G.4

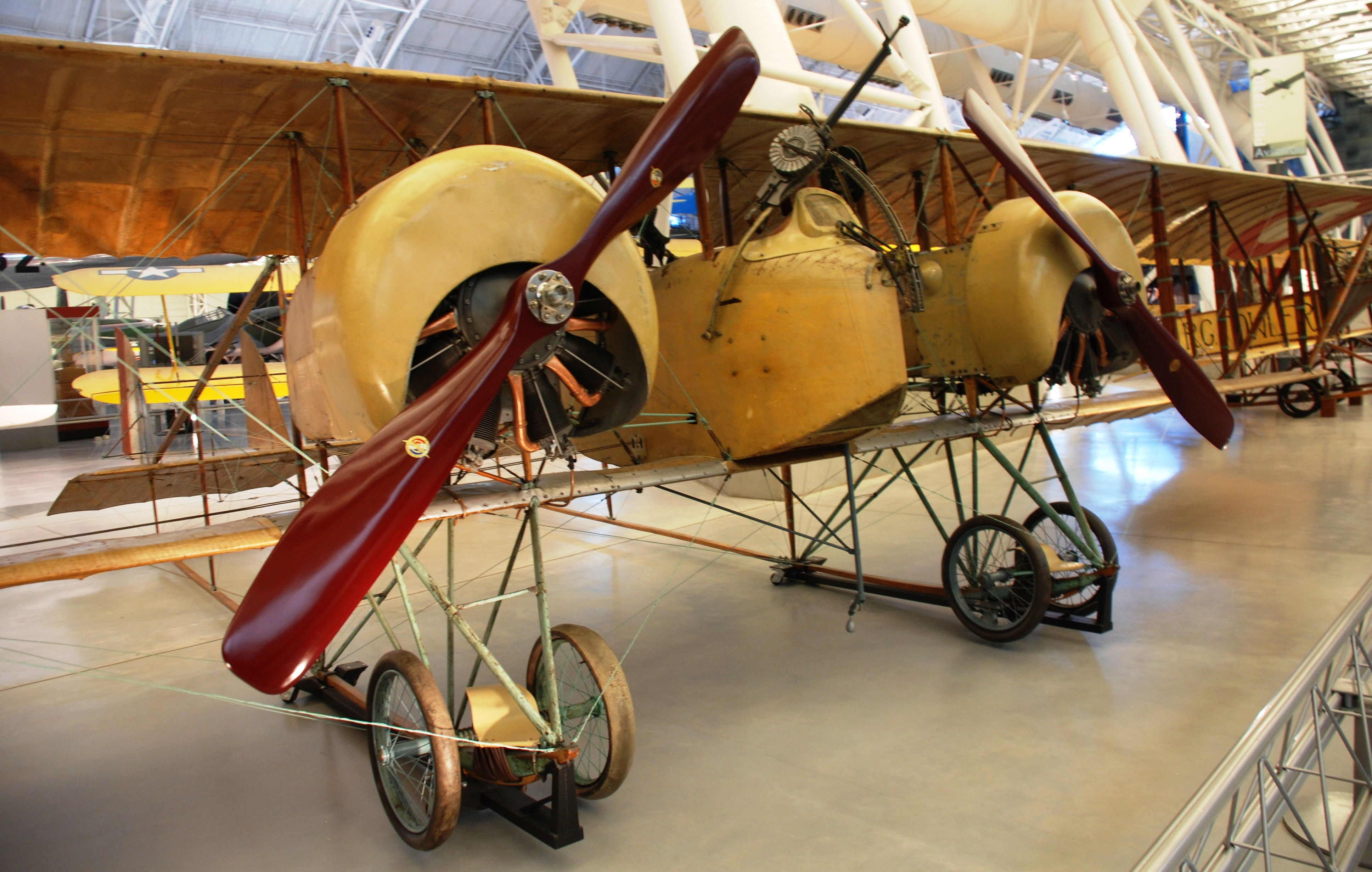
Caudron G.4 al Steven F. Udvar-Hazy Center

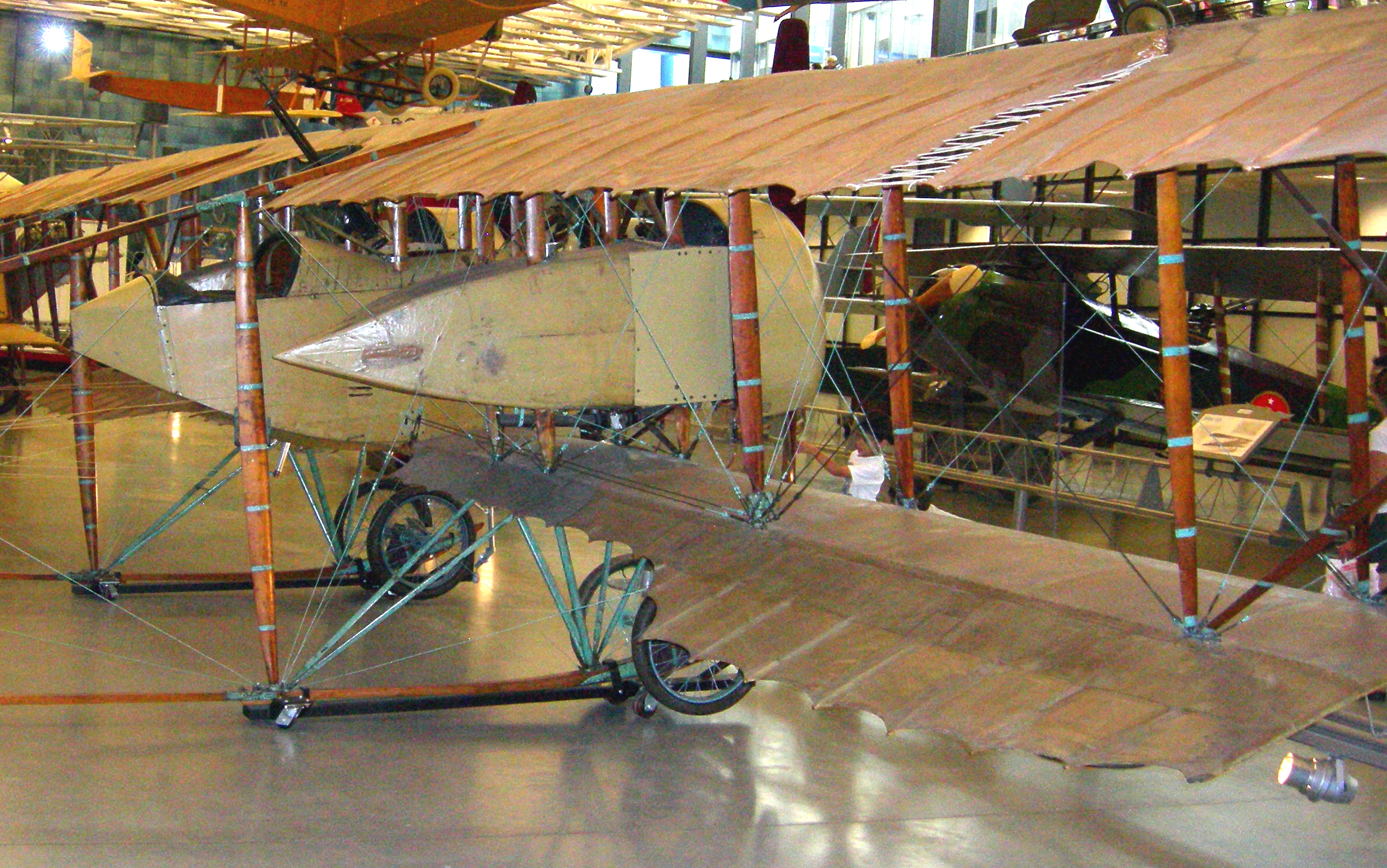
Vista de costat de Caudron G.4 al Steven F. Udvar-Hazy Center

El Caudron G.4 va ser un biplà francès amb doble motor, àmpliament utilitzat durant Primera Guerra Mundial com a bombarder. Va ser dissenyat per René i Gaston Caudron com una millora sobre el seu monomotor Caudron G.3. El primer G.4 va ser construït el 1915, i va ser fabricat a França, Anglaterra i Itàlia.
El Caudron G.4 va ser utilitzat com a bombarder de reconeixement al cor d'Alemanya tot i que, quan Alemanya va desenvolupar una força aèria de caces, l'aeronau va haver de ser utilitzada per bombardejos nocturns.
El G.4 va ser utilitzat a Bèlgica, França, Finlàndia, Itàlia, el Regne Unit, i els Estats Units.

## Desenvolupament
Tot i que el Caudron G.3 era un avió de reconeixement fiable, no podia portar una càrrega útil de bombes, i a causa del seu disseny, era difícil encabir armament defensiu. Per tal de solucionar aquests problemes, el Caudron G4 va ser dissenyat com a desenvolupament bimotor del G.3 i va fer el seu primer vol el març de 1915. Encara que el G.4 tenia una forma similar al G.3, porta dos motors rotatius Le Rhône o dos motors radials Anzani 10 muntats en puntals entre les ales en comptes d'un sol motor davant de la cabina de la tripulació. També es va augmentar l'envergadura de les ales i l'estabilitzador horitzontal de cua tenia quatre timons en comptes de dos. Això va permetre que es pogués encabir un espai per a un observador/artiller al front de la carlinga, mentre que la potència addicional el permetia portar una càrrega de bombes de 100 kg.
Un total de 1358 G.4s van ser produïts a França, 51 unitats produïdes per la companyia A.E.R. a Itàlia i 12 a Gran Bretanya per la filial de Caudron.

## Història operacional

### Primera Guerra Mundial
El G.4 entra en servei amb l'Aéronautique Militaire el novembre de 1915. Va ser la primera aeronau bimotor en servei a l'exèrcit francés. El Caudron G.4 s'acostumava a utilitzar per portar a terme bombardejos darrere de la línia de front, arribant a llocs tant llunyans com Renània. El fet que les perdues d'unitats s'incrementèssin va fer que l'exèrcit francés els deixés d'utilitzar per a bombardejos diurns la tardor de 1916.

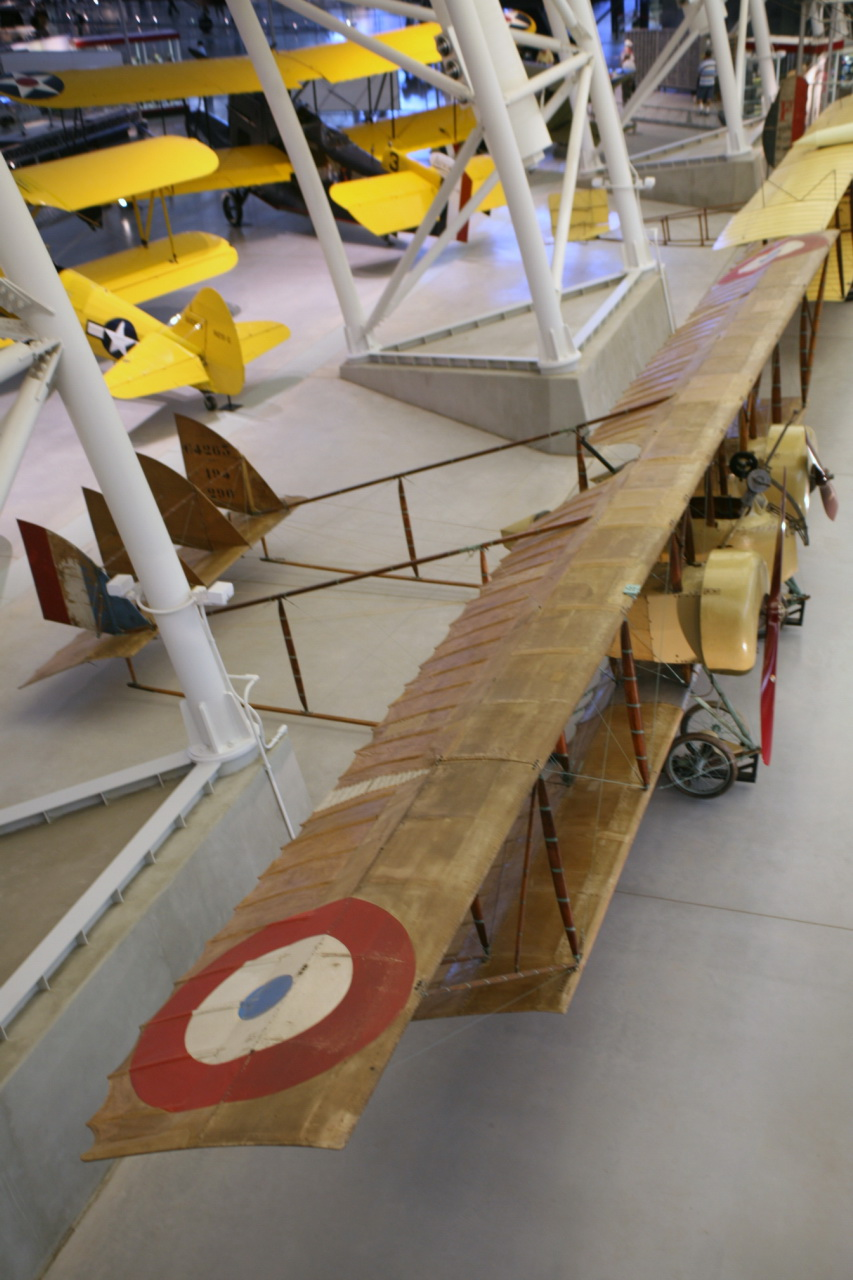
Caudron G.4 al Steven F. Udvar-Hazy Center

El Royal Naval Air Service britànic (RNAS) també va utilitzar el G.4 com a bombarder, rebent 55, dels quals dotze van ser construïts per la filial britànica de Caudron i la resta subministrada per França. El RNAS va utilitzar el G.4 per atacs contra els hidroavions alemanys i les bases aèries de Bèlgica. Finalment va ser reemplaçat al servei del RNAS per aeronaus del model Handley Page O/100 la tardor de 1917. Els G.4 italians van demostrar que eren molt adients per aterrar en els fronts muntanyosos dels Alps, on les seves capacitats d'enlairament van resultar útils. El G.4 també va ser utilitzat per la Flota Aèria Militar Imperial Russa com a avió de reconeixement.

### Ús a Finlàndia
La Força d'Aire finlandesa va adquirir un G.4 i dos G.3s amb recanvis, de Flyg Aktiebolaget el 26 d'abril de 1923 per 100,000 marcs finlandesos. El G.4 també va ser utilitzat pel FAF com a ambulància aèria el 1923.

## Variants
El primer prototip de G.4 va volar el març 1915. El G.4 va ser fabricat en tres versions principals, A2 per reconeixement, B2 per bombardejar i E2 per entrenar.

## Supervivents
Hi ha diversos Caudron G.4 a diferents museus com el Steven F. Udvar-Hazy Center i al Musée de l'Aire et de l'Espace, Paris.

## Especificacions (G.4)

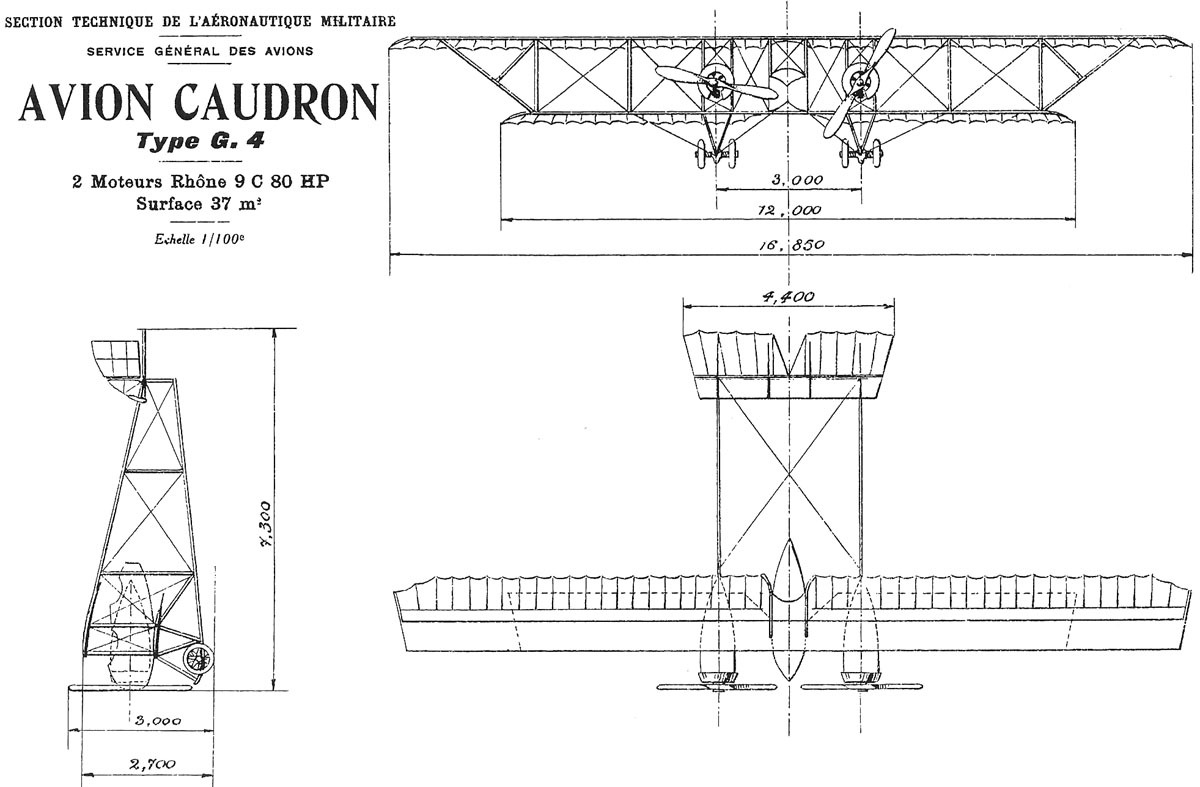
Caudron G.4 dibuix

Característiques generals
- Tripulació: 2, 1 pilot i 1 artiller
- Longitud: 7,27 m
- Envergadura: 17,20 m
- Alçada: 2,60 m
- Superfície de l'ala 38 m2
- Pes buit: 733 Kg
- Pes màxim d'enlairament: 1.180 Kg
- Motors: 2×  Le Rhône C radial , 80 cavalls de vapor   cada un

 Rendiment 
- Velocitat màxima: 124 km/h
- Sostre de servei: 4.000 m

Armament

- Metralladores: 1
- Bombes: 113 Kg